# Mănăstirea Rarău
Mănăstirea Rarău este o mănăstire ortodoxă de călugări din România, ctitorită de către domnitorul Petru Rareș, în anul 1538, situată în satul Chiril din comuna Crucea, județul Suceava.
Potrivit tradiției, aici a fost o sihăstrie înființată de cuviosul Sisoe, spre sfârșitul secolului al XV-lea. Se mai spune că, după anul 1538, când Petru Rareș a fost schimbat de la domnie, soția sa, Elena, împreună cu copiii, s-au ascuns în Rarău, fiind ocrotiți de călugări. Drept mulțumire, voievodul le-a înălțat o biserică în locul celei vechi și astfel a luat ființă schitul Rarău, în fosta sihăstrie Dodu.
Mănăstirea veche, ctitorie a lui Petru Rareș, a fost închisă de către ocupanții austrieci și tot tezaurul mănăstirii a fost luat de călugări ce au fugit cu el pe partea cealaltă a muntelui Rarău în Moldova unde au înființat noua mănăstire. În anul 1994 la vechea mănăstire s-a săvârșit din nou o slujbă, mănăstirea veche fiind reînființată, lângă ea construindu-se o nouă biserică.
Aproape de cota 1.400 se înalță două biserici. Cea veche datează din vremea când la cârma Moldovei se afla Petru Rareș, iar cea nouă a fost sfințită în anul 2000.

## Galerie de imagini

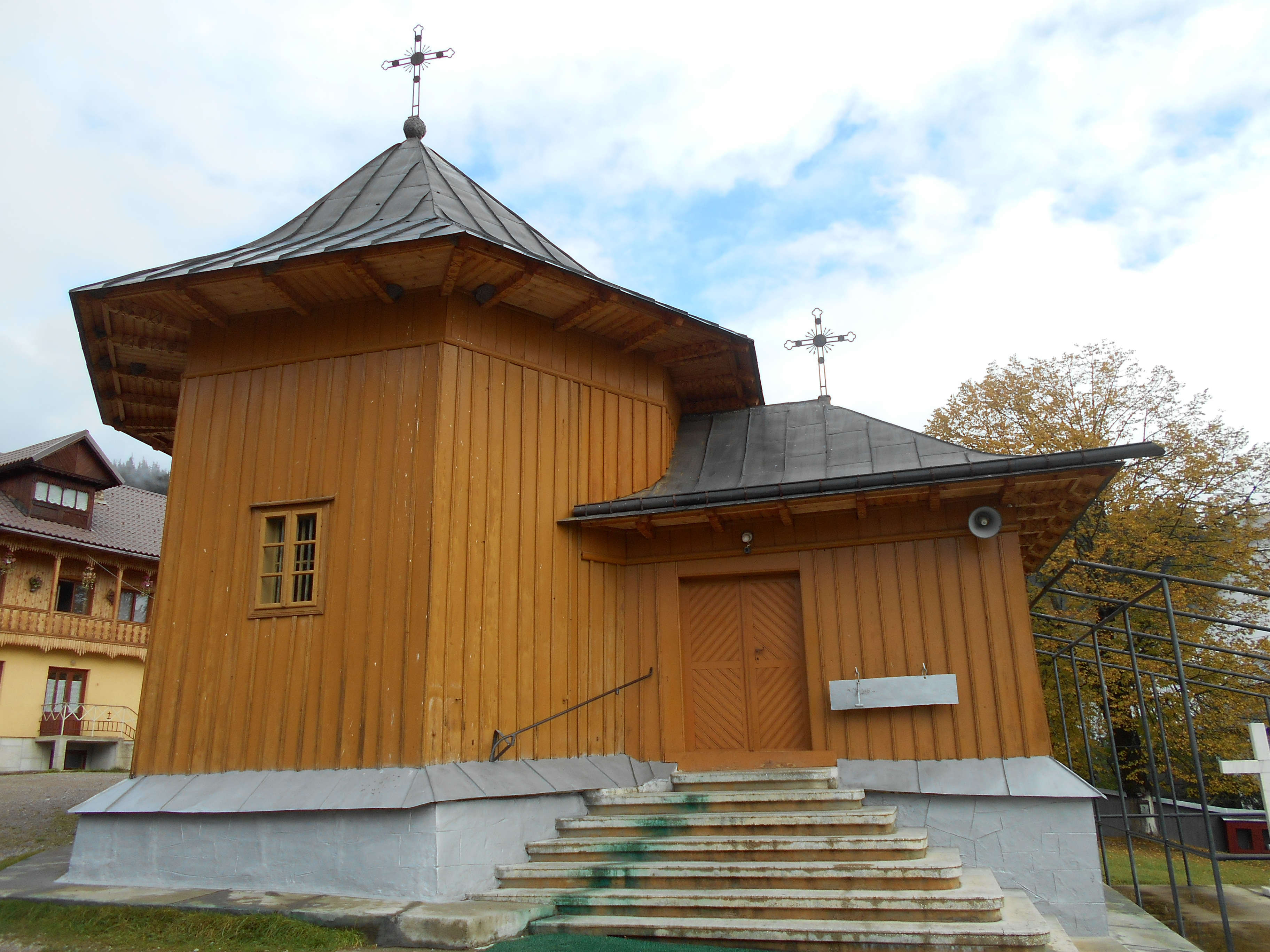
Biserica veche de lemn
Icoana făcătoare de minuni din biserica nouă
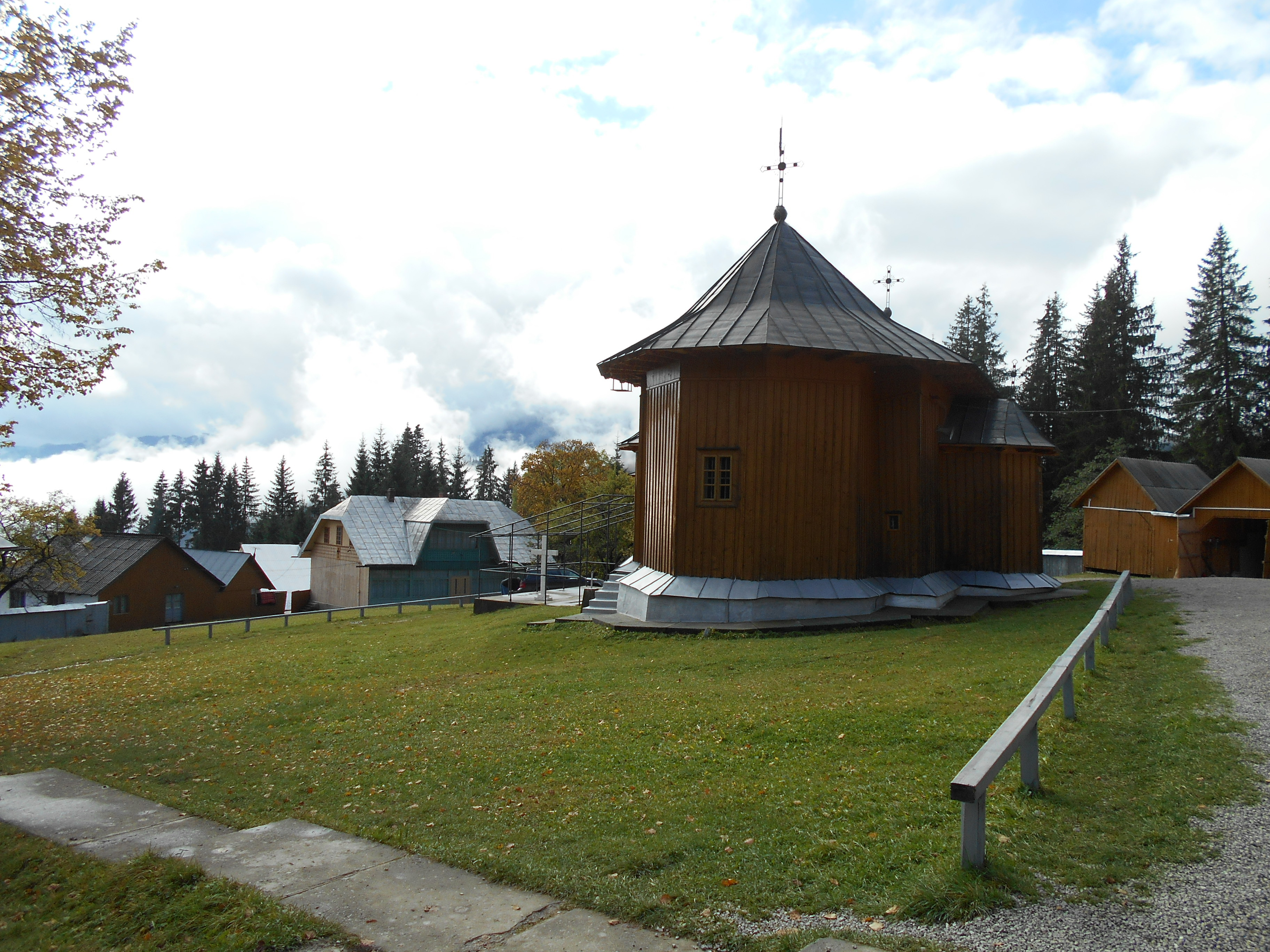
Biserica veche de lemn și chilii